# Христинівська спеціалізована школа №1
Христинівська спеціалізована школа І-ІІІ ступенів №1 імені О. Є. Корнійчука Христинівської районної ради Черкаської області — загальноосвітній заклад повної середньої освіти в місті Христинівка Черкаської області.

## Історія
1928 — відкрито залізничну школу на базі залізничного училища у новозбудованому приміщенні. 
1961 — школа перейшла з підпорядкування залізниці до Міністерства освіти УРСР. 
1970—1972 — добудовано 10 класних кімнат.
2001  — школу реорганізовано у спеціалізовану з поглибленим вивченням іноземної мови з 1 класу. 

## Розташування
Школа розміщена у типовій двоповерховій будівлі на 1 000 учнівських місць. Розташована в районі залізничної станції.

## Матеріально-технічна база
- Кількість класних кімнат — 36.
- Бібліотека - абонемент, читальна зала, методкабінет, книгосховище.
- Спеціалізовані кабінети — 2 інформатики, природознавства та біології, географії, 2 фізики, хімії, 4 іноземної мови, 2 лінгафонних кабінети, 2 майстерні
- Робочі місця, обладнані ПК — 29.
- Інтерактивний комплекс.
- 2 спортивні зали.
- Їдальня.[2]

Школа обладнана системами водопостачання та водовідведення, автономною системою опалення.

## Педагогічні кадри
До складу кадрового педагогічного складу навчального закладу входить 70 вчителів та допоміжних педагогічних працівників, які представлені за різними кваліфікаційними категоріями.

## Навчально-виховний процес
У школі навчаються 675 учнів. Мова здійснення навчально-виховного процесу — українська. Як іноземні вивчаються англійська та німецька. Підготовка учнів здійснюється з поглибленим вивченням англійської мови. 